# ラファイエット (フリゲート)
ラ・ファイエット（フランス語：La Fayette, F 710）は、フランス海軍のラファイエット級フリゲート1番艦。艦名はアメリカ独立戦争に従軍し、その他にもフランス革命やフランス7月革命で重要な役割を果たした、フランスの軍人・政治家のラファイエットに由来する。

## 艦歴
「ラ・ファイエット」は、DCNロリアン工廠で建造され1990年12月15日に起工、1992年6月13日に進水、1996年3月22日に就役した。建造はシェルブール工廠でコンポーネント別に製造されロリアン工廠で組み立てられた。
1995年10月21日にサン＝ディエ＝デ＝ヴォージュと命名都市の関係を結ぶ。「ラ・ファイエット」はトゥーロンに配備され海外領土や経済水域の警備の他に、空母戦闘群の支援や特殊作戦および人道援助任務を担当し海洋における諸任務に当たる。
1998年10月にはペルシャ湾にて多国間合同のKhunjar Hadd 99演習に参加。1999年春にはインド洋諸国および東南アジアを訪問する。
2002年9月にヘラクレス作戦が発動し第473任務部隊に参加、インド洋に赴く。2004年11月にはコートジボワールの情勢悪化によりリコルヌ作戦が発動し自国民救出のため同国海域に派遣された。2005年8月に不朽の自由作戦のため再びインド洋に派遣される。2006年にもインド洋に展開する。2007年にはアメリカ合衆国にて挙行されたラファイエット侯爵生誕250年記念式典に参加する。2006年8月にはレバノン侵攻の勃発に伴い自国民救出のために「L9013 ミストラル」、「L9012 シロッコ」、「D643 ジャン・ド・ヴィエンヌ」、「D615 ジャン・バール」で部隊を編成しレバノンに派遣される。2008年5月にも海上阻止行動のためレバノン沖に派遣される。
2009年11月時点においてソマリア沖の海賊対策であるアタランタ作戦欧州連合海上部隊に参加しアデン湾に展開している。

### 雑記
1995年に公開された007シリーズの映画『ゴールデンアイ』にEC665 ティーガーヘリコプターのデモンストレーションでヘリを敵組織に奪取されるシーンとして登場。本作を基にしたゲーム『ゴールデンアイ 007』でも「ラ・ファエテ」として、敵組織に乗っ取られ爆弾を仕掛けられた上で乗組員が人質に取られたと言う設定で登場している。